# Epipaleolítico do Oriente Próximo
O Epipaleolítico do Oriente Próximo designa o Epipaleolítico ("Idade da Pedra Tardia", também conhecido como Mesolítico ) na pré-história do Oriente Próximo. É o período após o Paleolítico Superior e antes do Neolítico, entre aproximadamente 20.000 e 10.000 anos antes do presente (AP), ou seja, entre 18.000 e 8000 a.C..   Os povos do Epipaleolítico eram caçadores-coletores nómadas que geralmente viviam em pequenos assentamentos sazonais, em vez de vilas permanentes. Produziam sofisticadas ferramentas de pedra com uso de micrólitos — lâminas pequenas e finamente fabricadas que eram empunhadas em instrumentos de madeira. Estes constituem os principais artefatos pelos quais os arqueólogos reconhecem e classificam os sítios epipalaeolíticos. 
O aparecimento de micrólitos define o início do Epipaleolítico. Embora esta seja uma fronteira arbitrária, o Epipaleolítico difere significativamente do período anterior Paleolítico Superior. Os Sítios epipaleolíticos são mais numerosos, melhor preservados e podem ser datados com precisão por radiocarbono . O período coincide com o gradual recuo das condições climáticas glaciais entre o Último Máximo Glacial e o início do Holoceno, e  qualificado pelo crescimento demográfico e pela intensificação económica.  O Epipaleolítico termina com a " Revolução Neolítica" e o início da domesticação, da produção de alimentos e do sedentarismo, embora os arqueólogos reconheçam que essas tendências tiveram origem no Epipaleolítico.  
O período pode ser subdividido em Epipalaeolítico Inferior, Médio e Tardio: O Epipalaeolítico Inferior corresponde à cultura Kebaran,  há c. 20.000 a 14.500 anos, o Epipalaeolítico Médio é o Kebaran Geométrico ou fase tardia do Kebaran, e o Epipalaeolítico Tardio ao Natufiano, 14.500–11.500 a.C.  O Natufiano sobrepõe-se ao período inicial da Revolução Neolítica, ao Neolítico Pré-Cerâmico A.